# Primula nghialoensis
Primula nghialoensis är en viveväxtart som beskrevs av D.W.H.Rankin. Primula nghialoensis ingår i släktet vivor, och familjen viveväxter. Inga underarter finns listade i Catalogue of Life.